# Paulo Soares
Paulo Alexandre Santos Soares (* 31. August 1976) ist ein portugiesischer Fußballschiedsrichterassistent.
Seit 2014 steht er als Schiedsrichterassistent auf der Liste der FIFA-Schiedsrichter und leitet internationale Fußballpartien. Er ist (gemeinsam mit Rui Licínio) langjähriger Schiedsrichterassistent von Artur Dias bei internationalen Fußballspielen. Seit der Saison 2015/16 leitet er Spiele in der Europa League, seit der Saison 2014/15 Spiele in der Champions League.
Paulo Soares war unter anderem bei der U-17-Weltmeisterschaft 2017 in Indien, beim olympischen Fußballturnier 2020 in Tokio und bei der Europameisterschaft 2021 als Schiedsrichterassistent von Artur Dias im Einsatz.